# Olympische Sommerspiele 1956/Teilnehmer (Kanada)
| Gelbes Symbol für Goldmedaillen mit stilisierten Olympischen Ringen | Graues Symbol für Silbermedaillen mit stilisierten Olympischen Ringen | Braundes Symbol für Bronzemedaillen mit stilisierten Olympischen Ringen |
| ------------------------------------------------------------------- | --------------------------------------------------------------------- | ----------------------------------------------------------------------- |
| 2                                                                   | 1                                                                     | 3                                                                       |

Kanada nahm an den Olympischen Sommerspielen 1956 in Melbourne mit einer Delegation von 92 Athleten (77 Männer und 15 Frauen) an 81 Wettkämpfen in 14 Sportarten teil. Im Sportschießen mit dem Kleinkaliber liegend konnte die Nation zwei von drei Positionen auf dem Siegerpodest belegen: Gerald Ouellette wurde Olympiasieger, Gilmour Boa wurde Dritter. Auch im Rudern gewann Kanada zwei Medaillen: Der Vierer ohne Steuermann gewann Gold, der Achter Silber hinter den USA. Ferner gewann die Kunstspringerin Irene MacDonald die Bronzemedaille. Fahnenträger bei der Eröffnungsfeier war der Ringer Robert Steckle.
Darüber hinaus nahm Kanada auch an den Olympischen Reiterspielen teil, welche fünf Monate zuvor in Stockholm ausgetragen wurden. Hierbei gingen vier (männliche) Reiter ins Rennen, von denen drei die Bronzemedaille im Vielseitigkeitsreiten gewannen.

## Teilnehmer nach Sportarten

### Basketball
Männer
- 9. Platz
- Ron Bissett
- Douglas Brinham
- Melvin Brown
- Bob Burtwell
- Ed Lucht
- Don Macintosh
- John McLeod
- Coulter Osborne
- Bernard Pickell
- Ron Stuart
- George Stulac
- Ed Wild

### Boxen
Männer
- Edward Beattie
- Gerald Collins
- Ralph Hosack
- Walter Kozak
- Leslie Mason
- Jimmy Montgomery

### Fechten
Männer
- Roland Asselin

### Gewichtheben
Männer
- Dave Baillie
- Adrien Gilbert
- Jules Sylvain

### Kanu
Männer
- George Bossy
- Bill Collins
- Tom Hodgson
- Leslie Melia
- Bert Oldershaw
- Lloyd Rice
- Robert Smith
- Bill Stevenson
- Donald Stringer

### Leichtathletik
| Männer - Doug Clement - Murray Cockburn - Joe Foreman - Dick Harding - Doug Kyle - Stan Levenson - Ken Money - Alex Oakley - Jack Parrington - Laird Sloan - Terry Tobacco | Frauen - Margaret George - Eleanor Haslam - Dorothy Kozak - Jackie MacDonald - Diane Matheson - Maureen Rever - Alice Whitty |

### Radsport
Männer
- Jimmy Davies
- Fred Markus
- Pat Murphy

### Reiten
- Jim Elder
Bronze  Vielseitigkeitsreiten Mannschaft
- Brian Herbinson
Bronze  Vielseitigkeitsreiten Mannschaft
- Leonard Lafond
- John Rumble
Bronze  Vielseitigkeitsreiten Mannschaft

### Ringen
Männer
- Bruno Ochman
- Robert Steckle

### Rudern
Männer
- - Vierer ohne Steuermann

Gold
- Donald Arnold
- Walter D’Hondt
- Lorne Loomer
- Archibald MacKinnon

- - Achter

Silber
- David Helliwell
- Philip Kueber
- Richard McClure
- Douglas McDonald
- William McKerlich
- Carlton Ogawa
- Donald Pretty
- Lawrence West
- Robert Wilson

### Schießen
- Gilmour Boa
Bronze  Kleinkaliber liegend 50 m
- Earl Caldwell
- Frank Opsal
- Gerald Ouellette
Gold  Kleinkaliber liegend 50 m
- James Zavitz

### Schwimmen
| Männer - George Park - William Slater | Frauen - Sara Barber - Lenora Fisher - Virginia Grant - Gladys Priestley - Helen Stewart - Beth Whittall |

### Segeln
- Archibald Cameron
- Clifford Howard
- David Howard
- Bruce Kirby
- George Parsons
- Eugene Pennell
- Bill Thomas
- Donald Tytler

### Turnen
| Männer - Ed Gagnier | Frauen - Ernestine Russell |

### Wasserspringen
| Männer - Bill Patrick | Frauen - Irene MacDonald Bronze Kunstspringen |